# آبشار کارلوسکو پراسکالو
آبشار کارلوسکو پراسکالو (به انگلیسی: Karlovsko Praskalo) آبشاری است که در بلغارستان واقع شده و ارتفاع کلی ریزشگاه آن ۳۰ است.